# Autobusna linija br. 213 u Zagrebu
Linija 213 (Dubrava – Jalševec) dnevna je autobusna linija u Zagrebu.
Prometuje svaki dan na trasi: Dubrava – ul. Dubrava – Dankovečka ulica – Sunekova ulica – Novoselečki put – Branovečka cesta – Jalševec
Povezuje Jalševec, Branovec, Oporovec i Granešinu s Dubravom gdje se ostvaruje presjedanje na tramvaj.

## Vanjske poveznice
- Vozni red linije 213

1. ↑  Datoteke u GTFS formatu. zet.hr. Pristupljeno 5. lipnja 2025. - Sadrži informacije tijela javne vlasti u skladu s Otvorenom dozvolom